# NGC 4614
NGC 4614 је спирална галаксија у сазвежђу Береникина коса која се налази на NGC листи објеката дубоког неба.
Деклинација објекта је + 26° 2' 35" а ректасцензија 12h 41m 31,6s. Привидна величина (магнитуда) објекта NGC 4614 износи 13,4 а фотографска магнитуда 14,3. NGC 4614 је још познат и под ознакама UGC 7851, MCG 4-30-12, CGCG 129-15, WAS 60, KCPG 348A, PGC 42573.